# Autofokus

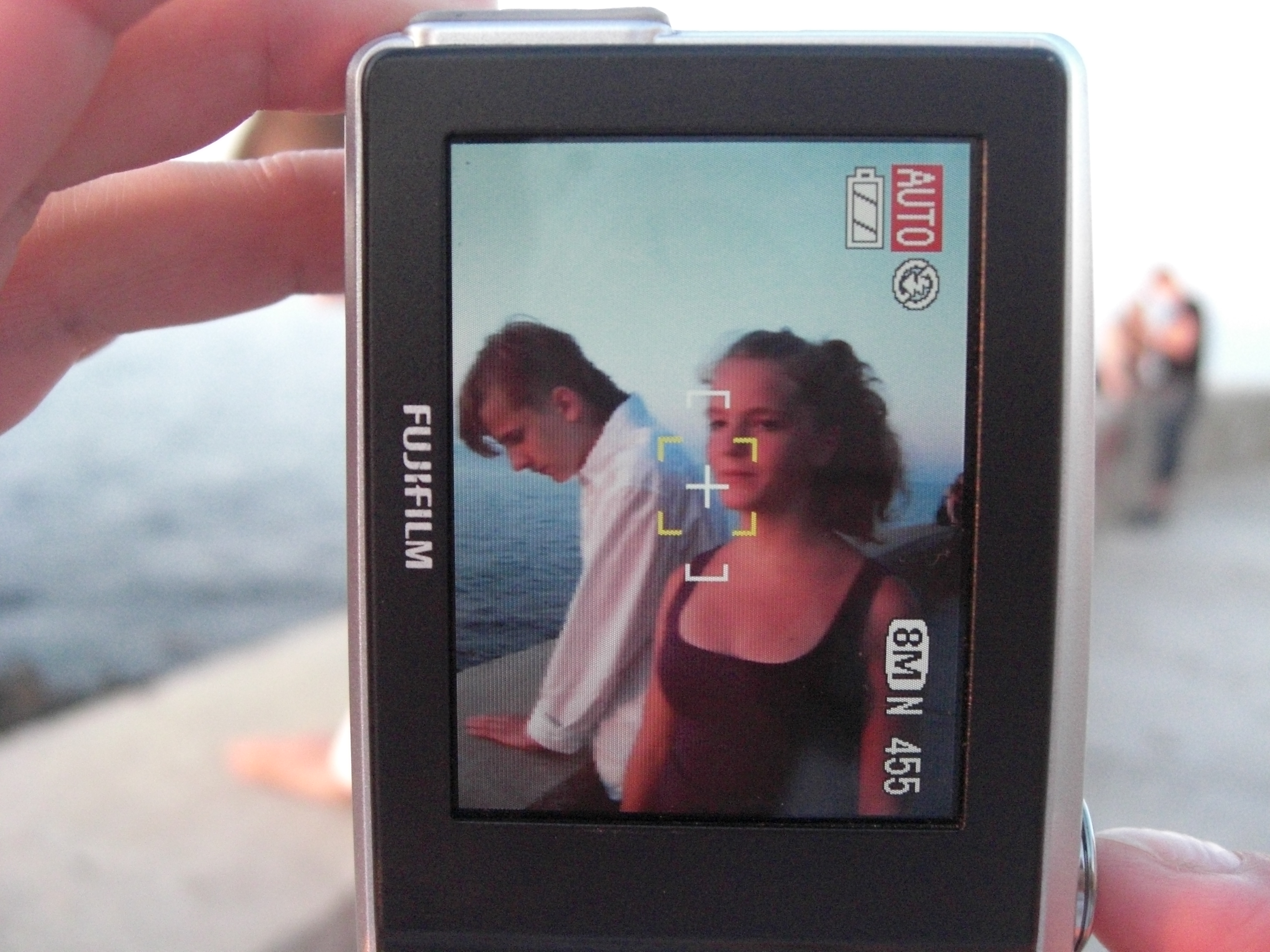
Digital kompaktkamera med autofokus

Autofokus kallas den funktion där en kamera med hjälp av mekanik och elektronik själv kan justera optiken så att framförvarande motiv befinner sig i fokus i det ögonblick som bilden registreras; det vill säga att det kommer att avbildas med skärpa.

## Fasdetektering
Digitala spegelreflexkameror använder vanligen autofokusering genom fasdetektering. Denna metod är mycket snabb och resulterar i mindre fokussökande, men kräver att en speciell sensor inkorporeras i ljusets väg genom kameran. Av denna anledning används detta system normalt endast i spegelreflexkameror. Digitalkameror som använder huvudsensorn för att skapa en förhandsvisning i realtid på bildskärmen eller den elektroniska sökaren måste använda kontrastdetektering istället, vilket i vissa fall är en långsammare metod.